# Arnhem Falcons 2016
Questa voce raccoglie le informazioni riguardanti gli Arnhem Falcons nelle competizioni ufficiali della stagione 2016.

## Eredivisie 2016

### Stagione regolare
| 14 febbraio 2016 1ª giornata | Lightning Leiden | 3 – 6 | Arnhem Falcons |  |

| 6 marzo 2016 4ª giornata | Arnhem Falcons | 0 – 50 (0-8 0-6 0-22 0-14) | Amsterdam Crusaders |  |

| 27 marzo 2016 6ª giornata | Arnhem Falcons | 14 – 20 | 010 Trojans |  |

| 24 aprile 2016 9ª giornata | Amsterdam Crusaders | 20 – 0 | Arnhem Falcons |  |

| 1º maggio 2016 10ª giornata | 010 Trojans | 20 – 14 | Arnhem Falcons |  |

| 8 maggio 2016 11ª giornata | Arnhem Falcons | 41 – 6 | Lightning Leiden |  |

| 29 maggio 2016 13ª giornata | Hilversum Hurricanes | 17 – 28 | Arnhem Falcons |  |

| 5 giugno 2016 14ª giornata | Arnhem Falcons | 29 – 7 | Alphen Eagles |  |

## Statistiche di squadra
| Competizione      | %Vittorie | In casa | In casa | In casa | In casa | In casa | In casa | In trasferta | In trasferta | In trasferta | In trasferta | In trasferta | In trasferta | Totale | Totale | Totale | Totale | Totale | Totale |
| Competizione      | %Vittorie | G       | V       | N       | P       | Pf      | Ps      | G            | V            | N            | P            | Pf           | Ps           | G      | V      | N      | P      | Pf     | Ps     |
| ----------------- | --------- | ------- | ------- | ------- | ------- | ------- | ------- | ------------ | ------------ | ------------ | ------------ | ------------ | ------------ | ------ | ------ | ------ | ------ | ------ | ------ |
| Stagione regolare | .500      | 4       | 2       | 0       | 2       | 84      | 83      | 4            | 2            | 0            | 2            | 48           | 60           | 8      | 4      | 0      | 4      | 132    | 143    |
| Totale            | .500      | 4       | 2       | 0       | 2       | 84      | 83      | 4            | 2            | 0            | 2            | 48           | 60           | 8      | 4      | 0      | 4      | 132    | 143    |